# Avesnes-Chaussoy
Avesnes-Chaussoy – miejscowość i gmina we Francji, w regionie Hauts-de-France, w departamencie Somma.
Według danych na rok 2011 gminę zamieszkiwało 71 osób, a gęstość zaludnienia wynosiła 12 osób/km² (wśród 2293 gmin Pikardii Avesnes-Chaussoy plasuje się na 946. miejscu pod względem liczby ludności, natomiast pod względem powierzchni na miejscu 746.).